# Les 400 Millions
Pour plus de détails, voir Fiche technique et Distribution.
Les 400 Millions (The Four Hundred Million) est un  film documentaire américano-chinois réalisé par Joris Ivens sorti en 1939. Le cinéaste filme la résistance chinoise contre l'invasion japonaise. 

## Synopsis
En 1937, l'agression japonaise contre la Chine provoque une trêve dans la Guerre civile chinoise. Les forces du Parti communiste chinois rejoignent celles du Kuomintang pour lutter contre l'ennemi commun. En 1938, Joris Ivens et John Ferno rejoints par Robert Capa partent en Chine filmer la bataille de Taierzhuang, l'une des rares batailles gagnée par les Chinois durant la première partie de la guerre sino-japonaise.
Le film s'ouvre sur le bombardement japonais de Hankow. Joris Ivens montre dans ce documentaire les différents aspects de cette guerre, les préparatifs, le champ de bataille, les victimes, les réfugiés, la peur, la souffrance, la détresse et la misère humaine. La censure du Kuomintang surveille Joris Ivens et son équipe qu'ils soupçonnent de sympathie pro communiste. Mais le réalisateur réussit à laisser une caméra et de la pellicule aux combattants communistes afin qu'ils filment leurs combats.

## Fiche technique
- Titre original : The Four Hundred Million
- Titre : Les 400 Millions
- Réalisation : Joris Ivens
- Scénario : Joris Ivens
- Image : John Ferno, Robert Capa
- Montage : Helen van Dongen
- Musique : Hanns Eisler
- Commentaire: 	Frederic March écrit par Dudley Nichols
- Société de production : History Today Inc.
- Genre : Documentaire
- Durée : 53 minutes
- Dates de sortie  : 7 mars 1939

## Distribution
Dans leur propre rôle
- Chang Kai-Tchek
- Song Meiling
- Sun Yat-sen
- Zhou Enlai

Voix off de commentaire
- Fredric March
- Morris Carnovsky
- Sidney Lumet
- Robert Q. Lewis
- Alfred Ryder
- Adelaide Bean

## Critique
Pour le critique Roger Boussinot, le réalisateur « réussit à donner au film documentaire sa forme épique la plus puissante et la plus originale ».